# Nyctemera transitoria
Nyctemera transitoria là một loài bướm đêm thuộc phân họ Arctiinae, họ Erebidae.